# Сабіна Монауні
Сабіна Монауні (нар. 10 квітня 1974 року) — ліхтенштейнська політикиня, дипломатка, віцепрем'єр-міністерка Ліхтенштейну та міністерка внутрішніх справ, економіки й навколишнього середовища в уряді Даніеля Ріша з 2021 року, посолка Князівства Ліхтенштейн у Європейському Союзі у 2016—2021 роках.

## Життєпис
Виросла в Ліхтенштейні в Шаані та Шелленберзі, а потім відвідувала середню школу у Вадуці, де отримала атестат про середню освіту. Потім вивчала право в Санкт-Галлені, Швейцарія (ступінь бакалавра), а після закінчення навчання закінчила аспірантуру з європейського права у Брюгге, Бельгія. У 2001—2016 роках обіймала різні посади в державній адміністрації, наприклад, у відділі закордонних справ і ЄЕЗ. У 2016 році вона стала посолкою Ліхтенштейну в Європейському Союзі та Бельгії.
У серпні 2020 року Прогресивна громадянська партія оголосила, що Сабіна Монауні буде кандидаткою на пост прем'єр-міністра. Це був перший випадок в історії герцогства, коли жінку було висунуто боротися за цю посаду. Парламентські вибори виграв Патріотичний союз (різниця між ВУ та ФБП становила менш як 0,01 % голосів), через що Сабіна стала не прем'єр-міністеркою, а віцепрем'єркою, і, крім того, вона отримала три міністерства в уряді Даніеля Ріша: внутрішніх справ, економіки та навколишнього середовища.

## Особисте життя
Сабіна Монауні одружена, має двох синів і живе в Шелленберзі з родиною.